# Olivier Corbiot
Olivier Corbiot est un professeur de musique et musicologue français, né dans le 16e arrondissement de Paris le 12 août 1930, et mort à Roinville-sous-Dourdan le 1er août 2016.

## Biographie
Élève au Lycée Louis Le Grand à Paris, Olivier Corbiot poursuit sa scolarité tout en travaillant la musique et le piano. Au sortir de la guerre, il s'oriente définitivement vers la musique. Il suit l'enseignement de Jacques Chailley, et côtoie entre autres Olivier Messiaen et Henri Dutilleux.
Devenu professeur, il enseigne à partir du début des années 1960 à la Schola Cantorum de Paris ainsi qu'au Lycée Henri IV où il professera jusqu'à sa retraite dans les années 1990.
Doté d'une grande curiosité, sa culture musicale couvre toutes les périodes de la musique occidentale, de la musique médiévale et de la Renaissance à la musique contemporaine. Il enseigne aussi bien la musique orchestrale que la musique de chambre ou la musique vocale (opéra, musique sacrée, lieder).
Il forme ses élèves au commentaire d'oeuvres et de disques et à au chant. Dans les années 1970, il participe à la chorale de l'AROCEA, qui donne des concerts à la Salle de la Mutualité ou à la Salle Pleyel). Il redevient lui-même élève en tant qu'organiste et participe ponctuellement à des concerts de musique de chambre.
Il collabore pendant plus de 30 ans à la revue l'Education Musicale, où son travail de musicologue l'amène à aborder de nombreuses œuvres et compositeurs, avec une prédilection pour la musique du XXe siècle : Béla Bartók, Henri Dutilleux, Witold Lutosławski ou encore Pierre Boulez et Luciano Berio.
Il écrit aussi dans d'autres revues comme dans les Cahiers Boëllmann-Gigout et participe à plusieurs ouvrages, comme le Syllabaire musical.
Plusieurs livres,consacrés à ces compositeurs font référence à ses travaux.
Olivier Corbiot meurt à quelques jours de ses 86 ans.

## Publications
Olivier Corbiot a publié de très nombreux articles, en particulier dans la revue l'Éducation musicale.